# Somers Town (film)
Pour les articles homonymes, voir Somers Town.
Pour plus de détails, voir Fiche technique et Distribution.
Somers Town est un film britannique de Shane Meadows. Il est sorti le 22 août 2008 au Royaume-Uni et le 29 juillet 2009 en France. 

## Synopsis
Ce film raconte l'amitié d'un jeune immigré polonais, Marek, qui mène une existence solitaire aux côtés de son père qui travaille sur des chantiers, et de Tomo, autre adolescent originaire des Midlands d'où il vient de fuguer. L'histoire se déroule dans le quartier de Somers Town, proche de King's Cross, à Londres. Les deux protagonistes sont amoureux d'une charmante parisienne du nom de Maria, qui travaille dans un café à Londres.

## Fiche technique
- Titre : Somers Town
- Réalisation : Shane Meadows
- Scénario : Paul Fraser
- Musique : Gavin Clarke
- Photographie : Natasha Braier
- Montage : Richard Graham
- Production : Barnaby Spurrier
- Société de production : Big Arty Productions, Mother Vision et Tomboy Films
- Société de distribution : Ad Vitam Distribution (France)
- Pays :  Royaume-Uni
- Genre : Comédie dramatique
- Durée : 71 minutes
- Dates de sortie : 
  -  Royaume-Uni : 22 août 2008
  -  France : 29 juillet 2009

## Distribution
- Piotr Jagiello : Marek
- Thomas Turgoose : Tomo
- Ireneusz Czop : Mariusz, le père de Marek
- Perry Benson : Graham, le voisin de Marek qui emploie les deux ados à l'occasion
- Elisa Lasowski : Maria, la jeune parisienne dont les deux ados sont amoureux
- Kate Dickie : Jane, la voisine de train qui sympathise avec Tomo
- Huggy Leaver : le patron du café où Maria est serveuse
- Eddy Hasson : le client français du café

## Autour du film
Le film a été développé au départ comme un court-métrage promotionnel à la demande de la société Eurostar. Meadows indique que son scénariste, Paul Fraser, et lui-même, ont eu une liberté artistique totale.

## Distinctions
- Grand Prix et Prix de la Jeunesse : Festival du Film de Cabourg - Journées romantiques, journées européennes 2009.

- Nominations pour : meilleur film indépendant britannique, Shane Meadows en tant que meilleur réalisateur et Paul Fraser comme meilleur scénario par les British Independant Film Awards.
- Thomas Turgoose, qui était déjà l'interprète principal du film précédent de Sheane Meadows, This is England, a gagné le prix du meilleur jeune acteur britannique de l'année du London Critics Circle Awards (aussi pour sa performance dans Eden Lake), et a aussi été nommé pour le prix du meilleur acteur par les BIF Awards.